# 關閘事件 (1849年)
1849年關閘事件，又称拉塔石炮台之戰或北山嶺之戰，是指1849年8月22日澳門總督亞馬留被刺殺斬首後，葡萄牙王國方面指責這是清朝當局策劃或支持的暗殺，清朝兩廣總督徐廣縉調兵應變，葡萄牙军队因此於8月25日佔領澳門半島與中國大陸連島沙堤的要衝關閘，攻佔砲擊關閘的拉塔石炮台的事件。經此一役，清軍退守前山寨。此事件使清朝在澳門的主權受到嚴重挑戰。葡萄牙還組織了進一步的討伐遠征，但在「玛丽亚二世号」巡防艦爆炸，造成約二百名水兵死亡後取消了遠征。

## 背景
葡萄牙帝国於1846年4月任命亞馬留接任澳門總督，他於1846年5月宣佈對華籍居民徵收地租、人頭稅和不動產稅，把原本只對葡人實行的統治權力，擴大到華籍居民。他又下令所有在澳門停泊的中國船隻要向“船政廳”登記納稅。1848年下令開闢通往關閘的馬路，因此掘毀關閘一帶村民的墳墓。
清朝前期，澳门地租的征收一直由香山县主管。《粤海关志》卷二十载：“该夷人岁输租银五百两，由县征解”。香山县令对澳门地租的征收是清政府对澳门拥有领土主权的证明。1849年（清道光二十九年）1月25日，香山县令催收澳门地租，澳門總督亞馬留拒收照会，不肯完纳。中国政府在澳门征收了200余年的地租银正式结束。亞馬留要使澳門與香港一樣成為自由港，在裁撤葡方海關後，向兩廣總督徐廣縉要求裁撤清廷海關「關部行台」被拒，亞馬留於1849年3月5日發佈文告，要求在關前街的清廷海關8天內撤出，3月13日派兵搗毀海關，驅逐了所有清廷海關官吏，並隨即拆毀竪立在市政廳的刻有《澳夷善後事宜條議》的石碑。他的殖民行為引起了中國的不滿。

## 澳門總督遇刺

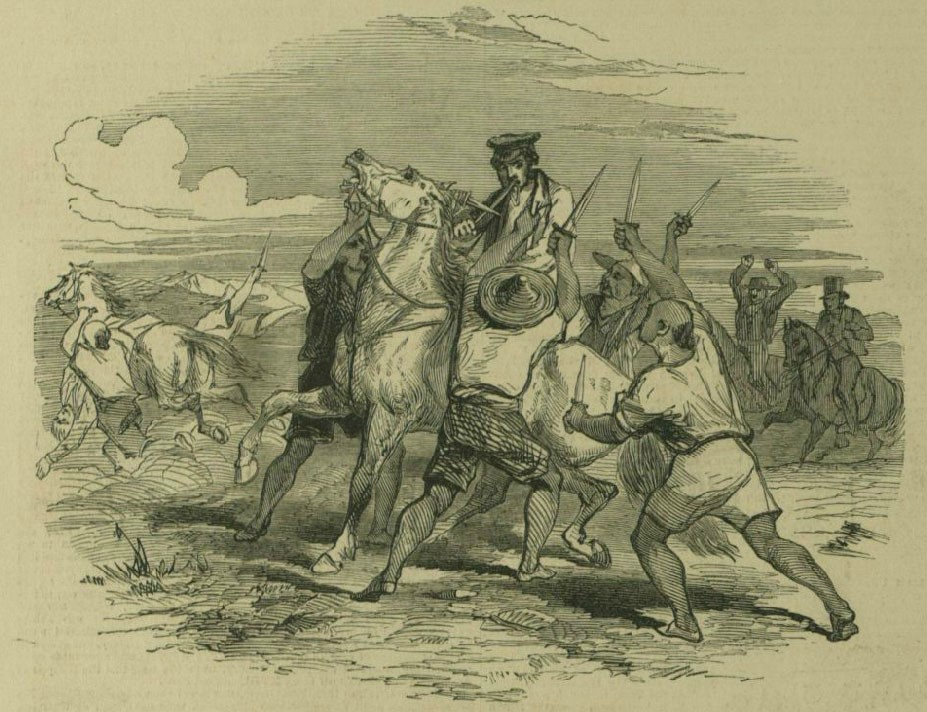
刺殺亞馬留。刊登於1849年11月10日的《倫敦新聞畫報》。

亞馬留遇刺前，他已知道有人要行刺他。亞馬留1849年致其好友的信称：“昨天有人来偷偷告诉我，华人悬赏2万葡币取我的首级，若如此，澳门有钱支付4个月。我的头，他们出2万，那我的全身价值多少？”1849年8月22日，亞馬留在副官佩雷拉·莱特（Pereira Leite）的陪同下骑马出游，下午6时30分左右在蓮峰廟西北角亞婆石處（距離關閘約100米，因古關閘位於今關閘位置以南）遇到香山縣龍田村村民沈志亮等七人，沈志亮假裝向亞馬留告狀，趁他接狀紙時埋伏的人一擁而上，經過一番搏鬥刺杀了亞馬留，砍下他的頭和獨臂左手。把守關閘的清朝汛兵目睹全部過程，并未加以阻止。兇手不慌不忙得走過關閘，沿路留下血跡，再將亞馬留的頭和手帶到廣州。副官莱特头上挨了一刀，浑身是血疾奔澳门报警。他迎面碰上西班牙公使瑪斯，他是案發後第一个见到亚马留尸體的人。:45从多种原始史料来看，亚马留被杀幕后很可能有两广总督徐广缙的支持与策划，因此引起清朝与葡萄牙帝国关系紧张。

## 戰前交涉

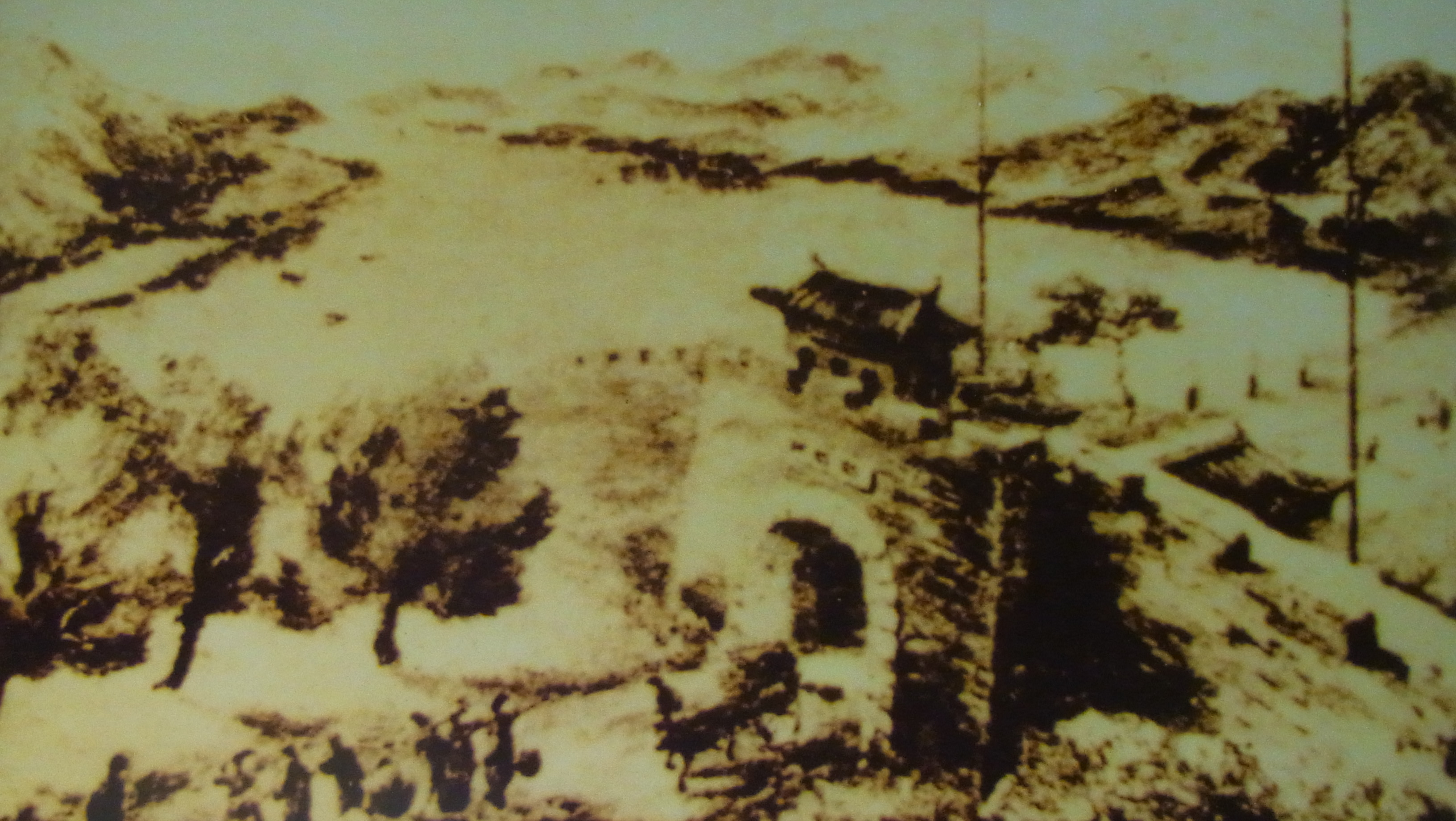
古關閘的中式城樓

澳門總督遇刺當天（1849年8月22日），澳門葡萄牙人根据法律組成了以主教馬傑羅為首的「澳門政務委員會」攝理總督職務。当晚葡軍赶至关闸，原防守关闸的20名汛兵已弃关而逃，只有湛逢亮等3名汛兵当值，葡軍将3名汛兵带回囚禁于澳門。
8月23日，澳門政務委員會向兩廣總督徐廣縉送交抗議書，聲稱在廣州曾出現出錢買亞馬留人頭的揭帖，因此這一謀殺行動即使不是清朝當局策動的，至少也是清朝當局支援和批准的。委員會當天傍晚又向關閘駐軍和香山縣丞汪政送交信件，要求在24小時內交還亞馬留的頭和手。
8月24日，香港總督文咸會同美、法兩國的使臣向兩廣總督提出抗議。徐廣縉於8月24日才獲知亞馬留被刺，為了嚴防“該夷逞忿滋擾”，他飛檄香山縣令會同香山協副將率領所部馳援澳門附近的炮台，又咨照廣東水師提督洪名香帶船支援，“以防西洋為變”。縣丞汪政在親眼目睹亞馬留的屍體後，因害怕遭到報復，於25日凌晨前乘轿逃離澳門，途中催促轿夫称：“行得快，有顶戴”（頂戴是清朝官員的服飾）。后來澳门演变成一句俚语：“行得快，好世界。”。

## 葡軍佔領關閘

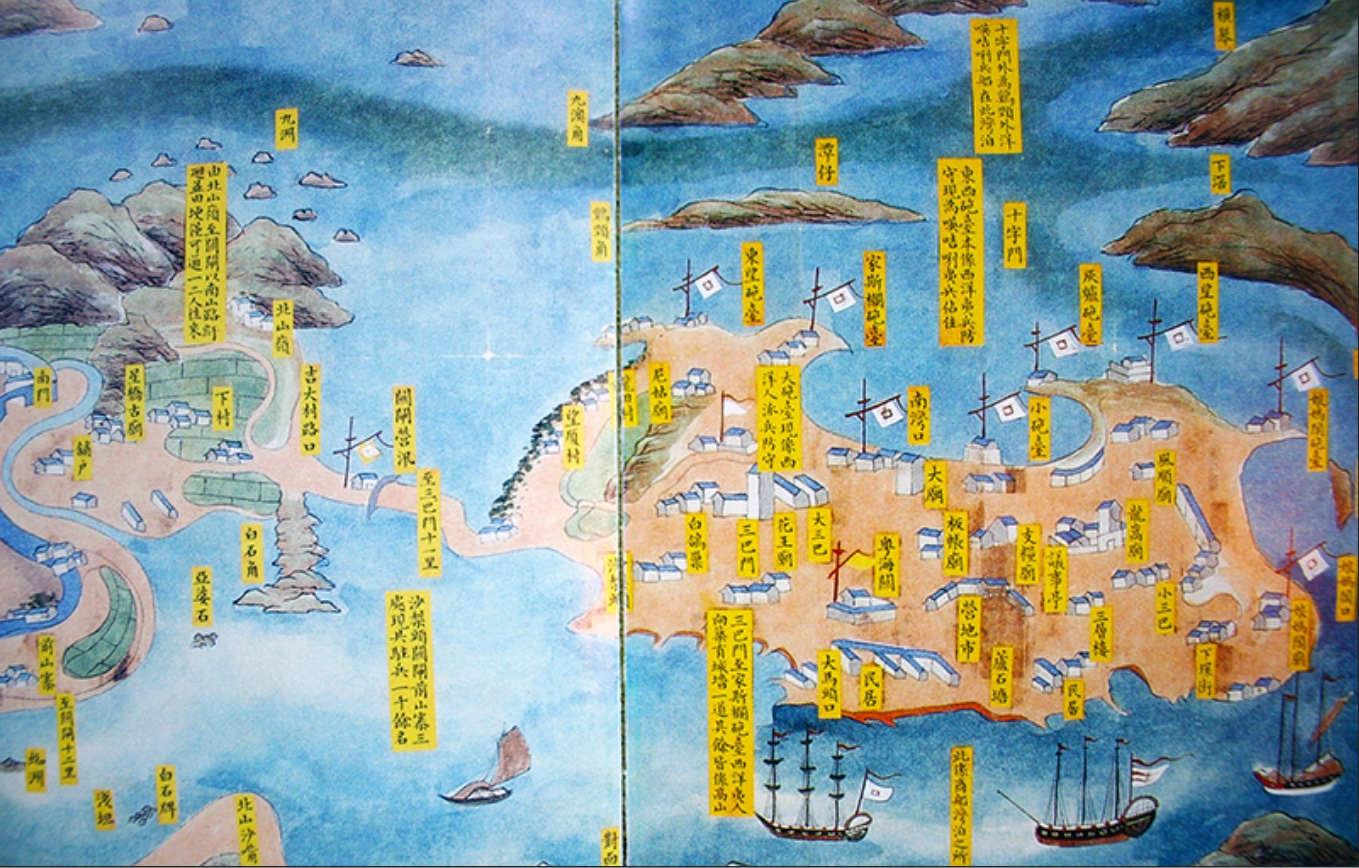
1808年兩廣總督吳熊光隨折進呈的《澳門圖說》（地圖下方是西方）。與中國大陸相連的連島沙堤在地圖中間偏左處，標出了關閘位置。北山嶺在地圖左上角。

葡方得知廣東官府在澳門附近集結軍隊和大炮，認為清軍即將進攻澳門，於是決定佔領中國大陸與澳門半島之間的唯一通路——關閘地峽——以保衛澳門（澳門經過多年填海，當時地形與現在不同）。8月25日上午10时，葡軍由25名士兵构成的小分队，携带一门野战炮佔領清軍已經放棄的關閘。
葡萄牙当时在关闸一带集结的部队有100名正規軍、20名志願兵共120人，三门火炮。内港还有一艘武裝快艇和一艘獨桅縱帆船保卫北山岭往關閘的进路。而清军在北山岭一线有2,000人，其中约有500人驻守拉塔石炮台，清軍人數有絕對優勢。上午11时，位于北山岭村对面、關閘以北一公里的的清军拉塔石炮台開始轰击关闸。澳门政务委员会因此下令派遣50名士兵，携带一门炮前去增援。双方炮战至下午，葡軍的砲火無法打擊清军拉塔石炮台，關閘被轟毀。葡軍的選擇是棄守關閘或消滅拉塔石炮台砲火。

## 拉塔石炮台之戰
拉塔石炮台守軍有四百多人，20门18磅長炮。葡軍美士基打少尉向澳門政務委員會自告奋勇，招募了36名士兵，攜1門迫擊炮攻击拉塔石炮台，開始了拉塔石炮台之戰。25日下午4点30分，美士基打親手發炮，但是迫擊炮僅發一炮就因後座力而損壞炮架輪子，無法再用，但是這枚砲彈落在清軍之中，使得清軍驚惶失措。美士基打再率眾冒著槍林彈雨衝鋒仰攻炮台，葡軍衝到炮台近處時，進入清軍大砲與九頭鳥銃的射擊死角，清軍潰散，葡軍奪取了砲台，釘塞清軍20门大炮的炮眼，引爆摧毀了彈藥。一名葡軍士兵在炮台升起葡萄牙國旗，匆忙中誤將國旗上下顛倒。澳門官員及各國公使在大炮台目睹了攻佔拉塔石炮台的全過程，看到炮台升起顛倒的葡國國旗誤以為葡軍大敗，直到信使騎馬回報，才知道葡軍攻占了炮台。此役清軍陣亡百餘人，傷者不計；葡軍僅1人受伤。葡軍為了報復亞馬留的頭和手被砍下，將戰死的1名清兵的手臂和1名軍官首級砍下，作為戰利品，掛在竹竿上，帶返澳門遊街示眾。
澳門群眾歡呼迎接葡軍勝利歸來。
8月25日晚10時，澳門政務委員會召開外國駐澳門代表緊急會議，與會各國一致表示支持澳門政府。不久各國軍艦和士兵雲集澳門：在澳門的美國領事戴威士（J. W. Davis）命令海軍准將吉新吉爾將停泊在黃埔的「道爾芬號」雙桅橫帆船及「普利茅斯號」小型風帆戰船調至澳門，防衛澳門海路，香港總督文咸也批准特如布里德（Edward Norwich Troubridge）率領「亞馬遜號」三桅巡防艦和「漫遊號」兵船載海軍陸戰隊抵達澳門，保護英國人與葡萄牙人的生命及財產。後來法國公使陸英下令三桅船「巴永納伊斯號」（la Bayonnais）運載一支部隊抵達澳門，西班牙公使瑪斯也從菲律賓調來「麥哲倫號」（Magallanes）兵船。:68儘管有軍隊保護，澳門居民懼怕清軍反擊，數百人逃到香港。

## 兇手伏法
清廷抓捕了參與刺杀亞馬留的六人。9月12日，署順德縣知縣郭汝誠等緝獲沈志亮，找出用石灰拌過的亞馬留的頭和手（石灰可以用來保存屍體）。不久，广州知府易棠据线报又抓获郭金堂及李保二人。李保拒捕，被当场击毙。郭金堂则发配边塞，后死于狱中。周有、陈发则在归善县官军缉捕中被击毙，张先被抓获。9月15日，两广总督徐广缙下令將沈志亮處死，并“枭首犯事地方示众”。9月16日，徐广缙致函澳门政务委员会，告知广东政府对刺杀亚马留一案凶犯处理情况，将凶手的供词交给澳门政府，希望用亚马留的头和手换回在关闸被掳的三名汛兵，但葡方认为刺杀亚马留另有主谋，应继续追查，拒绝交換。11月7日，澳门政务委员会致徐广缙的抗议书，正式指控清朝政府参与对亚马留总督的谋害。經過雙方交涉後，葡方釋放了汛兵，清政府於1850年1月16日將亞馬留的頭和手交還葡方。:68

## 清政府結案
1850年1月1日（道光二十九年11月19日），在亞馬留遇刺四個多月後，廣東當局才第一次向朝廷奏報該事件。在兩廣總督徐廣縉、廣東巡撫葉名琛聯名呈送道光皇帝的奏摺中，對雙方軍事衝突、葡軍佔領關閘和北山嶺、列強干涉等事一字不提，而說：「各國均知啞嗎勒凶橫過甚，孽由自取。中國已辦凶犯，尚復何說？數月以來，相安如故，竟無一相助者。...而案情未定，有稽時日，未敢張皇瀆陳，致勞宸廑。今汛兵交出，頭手領回。一切安靜如常。」道光帝批示：「所辦萬分允當，可嘉之至。朕幸得賢能柱石之臣也。」

## 葡國取消討伐遠征
1849年12月21日，由5名军官、100名士兵组成的葡萄牙远征军從葡屬印度的果阿經英屬香港抵達澳門。1850年5月2日，新任澳門总督官也海军上校乘坐携带22门大炮的葡萄牙战舰“若奥一世号”（Dom João I）抵達澳門，携带32门大炮的战舰“玛丽亚二世号”（Dona Maria II）於次日带著陆军抵達澳門，“彩虹号”（Iris）也在前往澳门的途中。葡萄牙計畫以這三艘軍艦加上本地的老閘船進行討伐。但是遠征的指揮官官也在七月病死。而在10月29日，为了庆祝葡萄牙国王費爾南多二世的生日，澳門举行了十分隆重的庆典活动，装饰华丽的“玛丽亚二世”号意外发生爆炸，造成約二百人死亡。葡萄牙因此取消了討伐遠征。:58

## 紀念
澳葡政府視亞馬留為民族英雄，1871年10月31日，由賈華玉少尉主持工程的關閘拱門於古關閘城樓以北建成，拱門砌以六塊石板，上面 鐫刻着如下日期：“22 AGOSTO 1849”、“25 AGOSTO 1849”、“22 AGOSTO 1870”、“31 OUTUBRO 1871”，分別是亞馬留遇刺、美士基打率兵攻擊關閘、關閘拱門始建及建成日期。前兩個事件是關閘拱門的紀念事件的時間性指標， 後兩個是拱門建設中的時間性指標，其中，關閘拱門的始建正是在亞馬留遇刺二十一週年當天，可見在拱門的建設之時間性中也蘊涵着意象性指向，取代了明清政府古關閘城樓的管治地位，作為今後澳葡的集體記憶使當前葡治印象合理化。此外，澳葡政府在東望洋街、亞馬喇馬路、亞馬留圓形地、亞馬喇土腰都以亞馬留命名以作紀念。歷史學者關俊雄通過空間分析，發現以同一位澳督命名的街道，都呈着一種明顯的規律分佈，即只要位於同一個地理單元，即澳門半島、氹仔或路環，這些街道都會集中分佈。唯獨以亞馬留命名的街道，不僅有悖於聚集性規律，更是達到另一個極端，表現出高度的分散性，分別座落於澳門半島的東、南、北和中心區域，反映澳葡政府有意識的規劃，是在空間話語權上把整個澳門“亞馬留化”、“澳督化”，以至“殖民化”的重要舉措。
澳葡政府於1940年在澳門南灣亞馬留圓形地豎立一座馬克西米·阿爾維斯雕塑的亞馬留騎馬的銅像。中華人民共和國國務院港澳事務辦公室主任魯平要求1999年澳門回歸前要拆除銅像，因此銅像於1992年10月28日卸下運回葡萄牙。該銅像破壞了1991年底落成的中國銀行大廈的風水，或許是提早拆除的因素之一。
美士基打生前並沒有因此役得到榮譽，他死後被认为是葡萄牙民族英雄。澳葡政府1940年於議事亭前地豎立一美士基打銅像以資紀念，但在1966年「一二·三事件」中被左派示威群眾拉倒。
現在位於澳門半島中部的美副將大馬路（Avenida do Coronel Mesquita）、美上校里、美上校圍、美副將街和美副將巷、及位於氹仔的美副將馬路（Estrada Coronel Nicolau de Mesquita），全是紀念美士基打而命名的。
1986年5月13日，珠海市公布拉塔石炮台为該市第二批文物保护单位。2015年12月10日，广东省公布拉塔石炮台为該省第八批文物保护单位。

## 相關文藝作品
- 2004年纪念澳門回歸5周年电视剧《铁血莲花》
- 2014年7月，澳門回歸15周年前夕，澳門出生的穆欣欣編劇的《鏡海魂》京劇在南京紫金大戲院首演。該劇歌頌沈志亮刺殺亞馬留的事蹟，後來陸續在澳門、北京、西安等地演出。[38][39][40][41]

## 註解
1. ↑  古關閘被轟毀後，是在另一地點重建關閘。
2. ↑  Alexandrino António de Melo（葡萄牙語：Alexandrino António de Melo）曾任省港澳輪船公司（Hong-kong, Canton & Macau Steam Boat Co. Ltd.）的商業代表。
3. ↑  「啞嗎勒」是亞馬留的另一譯名。

### 引用
1. ↑  澳門百科全書，第609页，1849年關閘事件
2. 1 2  金國平. . . 澳門基金會. 2000年2月: 第318—319页  [2017-08-12]. ISBN 972-658-081-1. （原始内容存档于2019-11-13）.
3. ↑  . 澳門特別行政區政府.   [2017-08-12]. （原始内容存档于2017-08-12）. 引發了中葡北山嶺之戰
4. ↑  澳门编年史，第1702页，1849年，美士基打攻打北山嶺炮台
5. 1 2 3 4  Richard J. Garrett. . Hong Kong University Press. 2010年3月: 第71–73頁. ISBN 978-988-8028-49-8.（英文）
6. 1 2 3  澳門百科全書，第184-185页，亞馬留(João Maria Ferreira do Amaral，生年不詳~1849)
7. ↑  梁廷枏. . : 22.
8. ↑  王东峰. . 岭南文史 (广州). 1999年1月: 16–21頁  [2017-08-12]. （原始内容存档于2017-08-13）.
9. ↑  澳门编年史，第1638页，香山知县张璟盘称：「自道光二十九年起，各前令屡次照会，饬差赉投。随据差禀，洋官不收照会，不肯完纳。询其何故，并不明说等情。嗣因奏销期届，应行征完造报，均由现任垫解，禀奏批准，照民欠银米三抵一摊章程摊抵。」
10. ↑  澳门编年史，第1641页
11. 1 2  澳门编年史，第1648页
12. ↑  . 澳門文化遺產網. 澳門特別行政區政府文化局.   [2023-08-29]. （原始内容存档于2023-08-29）.
13. ↑  唐志光; 傅江濤.  (PDF). 澳門街道網. 澳門特別行政區政府民政總署: 19–20頁.   [2019-03-08]. （原始内容 (PDF)存档于2017-08-13）.
14. ↑  澳门编年史，第1647页
15. 1 2 3 4  Lindsay Ride; May Ride; Jason Wordie. . Hong Kong University Press. 1999年7月. ISBN 978-962-209-487-1.（英文）
16. ↑  Darlene J. Sadlier. . University of Texas Press. 2016-11-15: 96. ISBN 978-1-4773-1054-0.（英文）
17. 1 2 3 4 5  澳门编年史，第1649页
18. 1 2 3 4 5 6 7  費成康. . 吳志良、金國平、湯開建  (编). . 澳門基金會. 2008年11月: 第191–192頁  [2023-08-29]. ISBN 978-99937-1-049-3. （原始内容存档于2023-08-29）.
19. ↑  澳門百科全書，第592页，關閘馬路(Istmo do Ferreira do Amaral)
20. ↑  黃就順. . 香港: 三聯書店. 2009年3月: 20–21頁  [2017-08-21]. ISBN 9789620428234. （原始内容存档于2017-08-21）.
21. 1 2 3  Carlos Augusto Montalto de Jesus. . Hong Kong: Kelly & Walsh. 1902年: 第289–293頁.（英文）
22. ↑  . 國家圖書館出版社. 1895年: 171–172頁.（英文）
23. ↑  澳门编年史，第1651页
24. ↑  Stuart Braga.  (博士论文). The Australian National University: 第77頁. October 2012.（英文）
25. ↑  澳门编年史，第1653页
26. ↑  澳门编年史，第1654页
27. 1 2  澳门编年史，第1655页
28. ↑  郭卫东. . 吳志良; 林發欽; 何志輝  (编).  下卷. 2010-01-08: 1445–1446頁  [2017-08-21]. （原始内容存档于2017-08-21）.
29. ↑  從清宮檔案解讀沈志亮事件 （页面存档备份，存于）
30. ↑  澳门编年史，第1658,1661页
31. ↑  關俊雄：關閘意象 : 作為邊緣空間的歷史考察 （页面存档备份，存于），《文化雜誌》第90期，第31-39頁 。
32. ↑  關俊雄：澳門總督街名研究 （页面存档备份，存于），《澳門街道－城市紋脈與歷史記憶學術研討會論文集》，澳門:民政總署文化康體部。
33. ↑  . Sítio da Câmara Municipal de Lisboa.   [2017-08-15]. （原始内容存档于2017-08-16）.（葡萄牙文）
34. ↑  Grant Evans; Maria Tam; Siumi Maria Tam. . University of Hawaii Press. 1997: 115頁. ISBN 978-0-8248-2005-3.（英文）
35. 1 2  . 澳門特別行政區民政總署.   [2017-08-13]. （原始内容存档于2017-08-13）.
36. ↑  . 珠海市档案信息网.   [2017-08-17]. （原始内容存档于2017-08-14）.
37. ↑  . 广东省人民政府.   [2023-08-29]. （原始内容存档于2020-06-01）.
38. ↑  . 网易新闻. 2016-12-20  [2017-08-21]. （原始内容存档于2017-08-22）.
39. ↑  . 江南时报. 2015年1月22日  [2017年8月15日]. （原始内容存档于2017年8月16日）.
40. ↑  穆欣欣. . 澳門日報. 2017年4月20日  [2017年8月15日]. （原始内容存档于2017年8月16日）.
41. ↑  . 澳門日報. 2017年5月7日  [2017年8月15日]. （原始内容存档于2017年8月16日）.